# Sezen Aksu
Sezen Aksu, lánykori nevén Fatma Sezen Yıldırım (Törökország, İzmir, 1954. július 13. –) az egyik legnagyobb török énekesnő, aki nélkül – úgy tartják a törökök – nem létezne török popzene.

## Pályafutása
Sezen Aksu a szülőhelyén lévő mezőgazdasági főiskolára járt, de abbahagyta tanulmányait, hogy teljes erővel a zenére koncentrálhasson. Első kislemeze, a Haydi Şansım/Gel Bana (Gyerünk, szerencsém/Gyere hozzám) 1975-ben jelent meg. Mégis felfedezetlen tehetség maradt egészen 1976-os kislemeze, az Olmaz Olsun/Vurdumduymaz (Bárcsak meg sem történt volna/Érzéketlen) megjelenéséig, mely első helyre került a török zenei listákon. Első albuma 1978-ban jelent meg Serçe (Veréb) címmel, melyről később becenevét is kapta.
Később két filmben is játszott és élőzenét felvonultató klubot nyitott Isztambulban. Zenéje ezekben a években konzervatívnak mondható, mégis megkapó, popos melódiákkal, melyet legjobban Gülümse (Mosolyogj) című 1991-es albuma illusztrál.
1995-ben, Aksu kiadott egy kísérleti albumot, Işık Doğudan Yükselir (A nap keleten kel) címmel, mely klasszikus nyugati és regionális török zenei tradíciókon alapszik. Az album, mely a progresszív rock legkiválóbb példája, meghozta Sezen Aksu-nak az európai ismertséget is.
Sezen Aksu dolgozott együtt más zenészekkel, például Tarkannal, ő írta az énekes Şımarık című dalát, mely meghódította az európai slágerlistákat is.
Sezen Aksu négyszer volt férjnél és vált el, egy fia van, első férjétől, Sinan Özertől.

## Albumai
- Gülümse, 1991

Nem tudod lejátszani a fájlt?
- Allahaısmarladık 1977
- Serçe 1978
- Sevgilerimle  1980
- Ağlamak Güzeldir  1981
- Firuze 1982
- Sen Ağlama 1984
- Git 1986
- Sezen Aksu '88 1988
- Sezen Aksu Söylüyor 1989
- Gülümse 1991
- Deli Kızın Türküsü 1993
- Işık Doğudan Yükselir 1995
- Düş Bahçeleri 1996
- Düğün ve Cenaze 1997
- Adı Bende Saklı 1998
- Deliveren 2000
- Şarkı Söylemek Lazım 2002
- Yaz Bitmeden  2003
- Bahane  2005
- Bahane Remixes (Bahane Remixes) 2005
- Kardelen 2005
- Tempo 2006
- Deniz Yıldızı 2008
- Yürüyorum Düş Bahçeleri'nde... (2009)
- Öptüm (2011)
- Biraz Pop Biraz Sezen (2017)
- Demo (2018)

## Lásd még
- Török zene